# Іан Пірс
Іан Пірс (англ. Ian Pearce, нар. 7 травня 1974, Бері-Сент-Едмендс) — англійський футболіст, що грав на позиції захисника.
Виступав, зокрема, за «Блекберн Роверз», з яким став чемпіоном Англії, та «Вест Гем Юнайтед», а також молодіжну збірну Англії, у складі якої став бронзовим призером молодіжного чемпіонату світу 1993 року.

## Клубна кар'єра
Займався футболом в академії Oxted & District, після чого потрапив до складу «Челсі». Дебютував за «аристократів» 11 травня 1991 року в матчі з «Астон Віллою» (2:2), втім закріпитись у складі команди не зумів, зігравши лише 5 ігор за три сезони у складі клубу із Західного Лондону, в результаті чого в жовтні 1993 року за 300 000 фунтів стерлінгів перейшов у «Блекберн Роверз». Там створивши пару центральних захисників із Коліном Гендрі, Пірс став чемпіоном Англії у 1995 році. Також Пірс зіграв з клубом в обох Суперкубках Англії, 1994 та 1995 років, але в обох випадках його команда зазнавала поразки.
9 жовтня 1997 року Пірс перейшов до «Вест Гем Юнайтед» за 2,3 мільйона фунтів. Він був основним гравцем у своїх перших двох сезонах з клубом і навіть отримав нагороду «Молоток року-1999» та допоміг клубу того ж року виграти Кубок Інтертото. Втім він зіграв лише всього 37 хвилин у сезоні 1999/00, оскільки отримав травму зв'язок коліна в сутичці з товаришем по команді Стюартом Пірсом. Іан змушений був пропустити 14 місяців, повернувшись на поле лише 28 жовтня 2000 року в матчі проти «Ньюкасл Юнайтед», але повернути свою колишню форму не зумів, зігравши в сезоні 2000/01 лише 17 матчів. Лише на сезон 2002/03 футболіст зумів знову повернути собі статус основного гравця, втім команда вилетіла з вищого дивізіону.
Провівши пів року у другому за рівнем англійському дивізіоні, у січні Пірс повернувся до Прем'єр-ліги, ставши гравцем «Фулгема». У складі «дачників» Пірс більшу частину часу теж не був основним гравцем, оскільки продовжувались проблеми з травмами, через які у лютому 2008 року гравця навіть віддавали в місячну оренду в клуб Чемпіоншипу «Саутгемптон», де він зіграв лише один матч.
Покинувши 2008 року «Фулгема», Пірс залишався лише одним із шести гравців, які проводили принаймні одну гру у кожному сезоні з моменту запуску Прем'єр-ліги у 1992 році. Інші п'ять — Девід Джеймс, Сол Кемпбелл, Раян Гіггс, Гарі Спід та Нікі Батт. Втім надалі Пірс став виступати на аматорському рівні, граючи спочатку за рідний Oxted & District у 2008—2009 роках, після чого недовго пограв за «Кінгстоніан» у Істмійській лізі, сьомому за рівнем дивізіоні Англії.
9 жовтня 2009 року, крім свого контракту на посаду помічника менеджера Кріса Саттона, колишнього партнера по «Блекберн Роверз», Пірс підписав ігровий контракт з «Лінкольн Сіті» і таким чином повернувся до професіонального футболу, зігравши за клуб 14 ігор у Другій лізі, четвертому за рівнем дивізіоні Англії. Він пішов, коли Саттон подав у відставку 29 вересня 2010 року. Після цього знову грав за аматорський «Кінгстоніан», де і завершив кар'єру 2012 року.

## Виступи за збірні
У 1993 році у складі збірної Англії до 20 років взяв участь у молодіжному чемпіонаті світу з футболу в Австралії, де зіграв усі шість ігор, які англійці зіграли на цьому чемпіонаті світу і стали бронзовими призерами змагання, та забив один гол.
1995 року залучався до складу молодіжної збірної Англії. На молодіжному рівні зіграв у 3 офіційних матчах.

## Титули і досягнення
- Чемпіон Англії (1):

«Блекберн Роверз»: 1994–95
- Володар Кубка Інтертото (1):

«Вест Гем Юнайтед»: 1999